# U-754
| U-754                      | U-754                                                          | U-754                                                          |
| -------------------------- | -------------------------------------------------------------- | -------------------------------------------------------------- |
|                            |                                                                |                                                                |
|                            |                                                                |                                                                |
|                            |                                                                |                                                                |
| Під прапором               | Третій рейх                                                    | Третій рейх                                                    |
| Спуск на воду              | 5 липня 1941 року                                              | 5 липня 1941 року                                              |
| Виведений зі складу флоту  | 31 липня 1942 року                                             | 31 липня 1942 року                                             |
| Сучасний статус            | затоплений                                                     | затоплений                                                     |
| Проєкт                     |                                                                |                                                                |
| Тип ПЧ                     | Торпедний ДПЧ                                                  | Торпедний ДПЧ                                                  |
| Основні характеристики     |                                                                |                                                                |
| Швидкість (надводна)       | 17,7 вузла                                                     | 17,7 вузла                                                     |
| Швидкість (підводна)       | 7,6 вузла                                                      | 7,6 вузла                                                      |
| Робоча глибина занурення   | 100 м                                                          | 100 м                                                          |
| Гранична глибина занурення | 220 м                                                          | 220 м                                                          |
| Екіпаж                     | 44 осіб                                                        | 44 осіб                                                        |
| Розміри                    |                                                                |                                                                |
| Довжина найбільша (по КВЛ) | 67,1 м                                                         | 67,1 м                                                         |
| Ширина корпусу найб.       | 6,2 м                                                          | 6,2 м                                                          |
| Висота                     | 9,6 м                                                          | 9,6 м                                                          |
| Середня осадка (по КВЛ)    | 4,70 м                                                         | 4,70 м                                                         |
| Водотоннажність надводна   | 769 т                                                          | 769 т                                                          |
| Озброєння                  |                                                                |                                                                |
| Артилерія                  | одна палубна гармата калібру 88-мм, одна 20-мм зенітна гармата | одна палубна гармата калібру 88-мм, одна 20-мм зенітна гармата |
| Торпедно- мінне озброєння  | 4 носових і один кормовий ТА. 14 торпед або 26 мін             | 4 носових і один кормовий ТА. 14 торпед або 26 мін             |

U-754 — німецький підводний човен типу VIIC часів Другої світової війни.
Замовлення на будівництво човна віддали 9 жовтня 1939 року. Човен був закладений на верфі суднобудівної компанії « Kriegsmarinewerft (KMW)» у місті Вільгельмсгафен 8 січня 1940 року під заводським номером 137, спущений на воду 5 липня 1941 року, 28 серпня 1941 року увійшов до складу 5-ї флотилії. Також за час служби входив до складу 1-ї флотилії. Єдиним командиром підводного човна був капітан-лейтенант Ганс Естерманн.
Човен зробив 3 бойових походи, в яких потопив 13 (загальна водотоннажність 55 659 брт) та пошкодив 1 судно.
Потоплений 31 липня 1942 року в Північній Атлантиці, південніше Нової Шотландії (43°02′ пн. ш. 64°52′ зх. д. / 43.033° пн. ш. 64.867° зх. д.) глибинними бомбами канадського бомбардувальника «Хадсон». Весь екіпаж у складі 43 осіб загинув.

## Потоплені та пошкоджені кораблі[3]
| Назва            | Тип                | Належність      | Дата            | Тоннаж (БРТ) | Вантаж                                                                                                 | Статус     | Місце                                                       |
| Belize           | суховантажне судно | Норвегія        | 21 січня 1942   | 2 153        | | потоплено  | 47°21′ пн. ш. 52°08′ зх. д. / 47.350° пн. ш. 52.133° зх. д. |
| William Hansen   | суховантажне судно | Норвегія        | 22 січня 1942   | 1 344        | Балласт                                                                                                | потоплено  | 45°56′ пн. ш. 52°47′ зх. д. / 45.933° пн. ш. 52.783° зх. д. |
| Mount Kitheron   | суховантажне судно | Греція          | 25 січня 1942   | 3 876        | 5 070 т вугілля                                                                                        | потоплено  | 47°32′ пн. ш. 52°31′ зх. д. / 47.533° пн. ш. 52.517° зх. д. |
| Icarion          | суховантажне судно | Греція          | 27 січня 1942   | 4 013        | Балласт                                                                                                | потоплено  | 46°02′ пн. ш. 52°22′ зх. д. / 46.033° пн. ш. 52.367° зх. д. |
| British Prudence | танкер             | Велика Британія | 23 березня 1942 | 8 620        | 12 000 т мазуту                                                                                        | потоплено  | 45°28′ пн. ш. 56°13′ зх. д. / 45.467° пн. ш. 56.217° зх. д. |
| Menominee        | буксир             | США             | 31 березня 1942 | 441          | 3 баржі на буксирі                                                                                     | потоплено  | 37°34′ пн. ш. 75°25′ зх. д. / 37.567° пн. ш. 75.417° зх. д. |
| Ontario          | баржа              | США             | 31 березня 1942 | 490          | Деревина                                                                                               | пошкоджено | 37°34′ пн. ш. 75°25′ зх. д. / 37.567° пн. ш. 75.417° зх. д. |
| Allegheny        | баржа              | США             | 31 березня 1942 | 914          | 1448 т вугілля                                                                                         | потоплено  | 37°34′ пн. ш. 75°25′ зх. д. / 37.567° пн. ш. 75.417° зх. д. |
| Barnegat         | баржа              | США             | 31 березня 1942 | 914          | 1 511 т вугілля                                                                                        | потоплено  | 37°34′ пн. ш. 75°25′ зх. д. / 37.567° пн. ш. 75.417° зх. д. |
| Tiger            | танкер             | США             | 1 квітня 1942   | 5 992        | 64 321 баррелей морського палива                                                                       | потоплено  | 36°50′ пн. ш. 75°49′ зх. д. / 36.833° пн. ш. 75.817° зх. д. |
| Otho             | суховантажне судно | США             | 3 квітня 1942   | 4 839        | 4 400 т марганцевої руди, 1 300 т пальмової олії та 750 т олова                                        | потоплено  | 36°25′ пн. ш. 72°22′ зх. д. / 36.417° пн. ш. 72.367° зх. д. |
| Kollskegg        | танкер             | Норвегія        | 6 квітня 1942   | 9 858        | 8 000 т нафти та 6 300 т мазуту                                                                        | потоплено  | 34°58′ пн. ш. 68°38′ зх. д. / 34.967° пн. ш. 68.633° зх. д. |
| Waiwera          | суховантажне судно | Велика Британія | 29 червня 1942  | 12 435       | 12 933 т продовольчих товарів включно з 5 500 т вершкового масла, яловичина та чаю, 2 100 мішків пошти | потоплено  | 45°49′ пн. ш. 34°29′ зх. д. / 45.817° пн. ш. 34.483° зх. д. |
| Ebb              | риболовне судно    | США             | 28 липня 1942   | 260          | 38 т льоду та провізії                                                                                 | потоплено  | 43°18′ пн. ш. 63°50′ зх. д. / 43.300° пн. ш. 63.833° зх. д. |